# 르노 세닉 E-테크
르노 세닉 E-테크는 프랑스의 자동차 제조사 르노가 내연 기관 MPV인 세닉의 후속으로 2023년부터 생산 및 판매하는 준중형 전기 SUV이다.

## 5세대

### 프로토타입

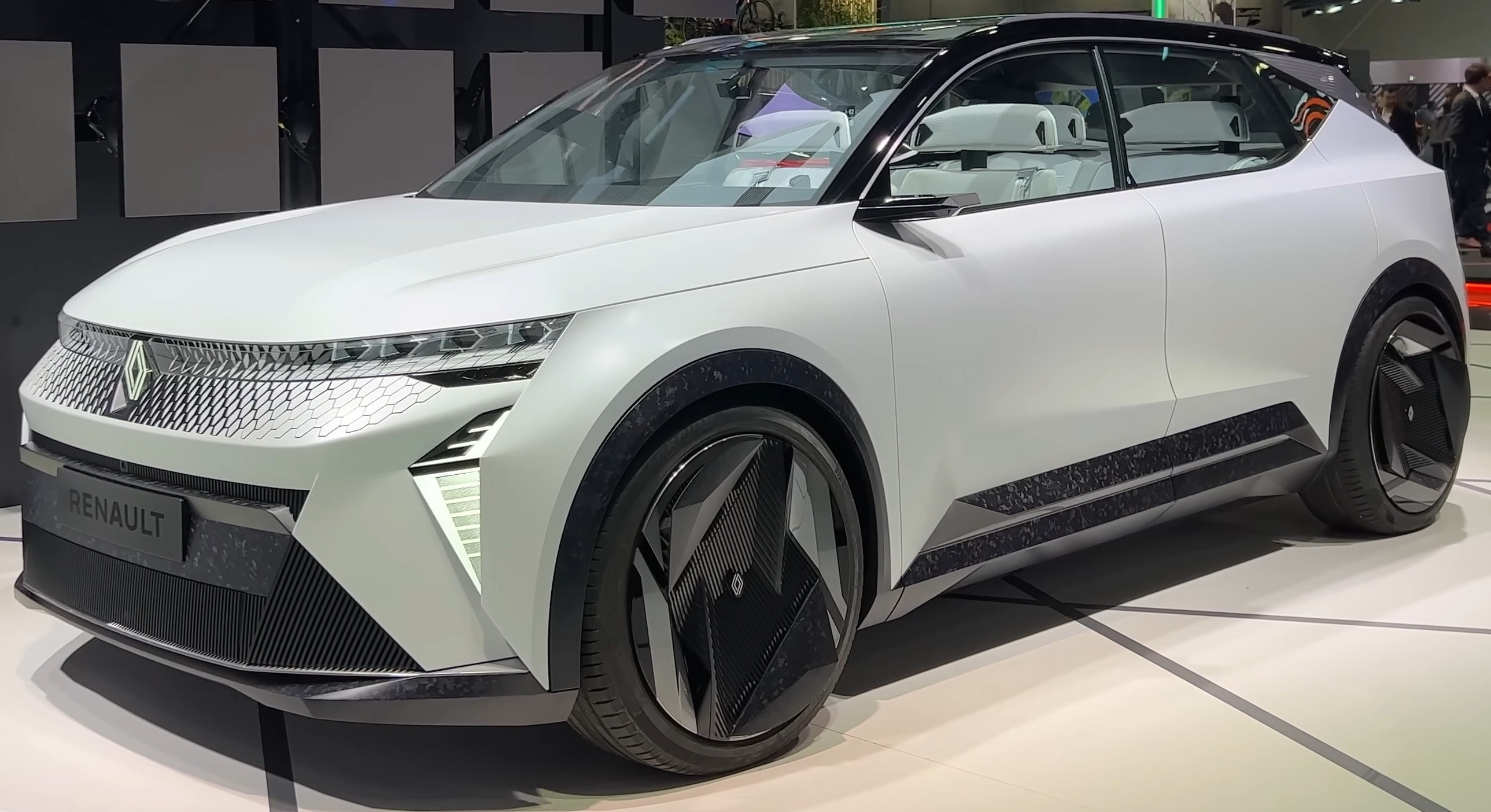
르노 세닉 비전 전면부

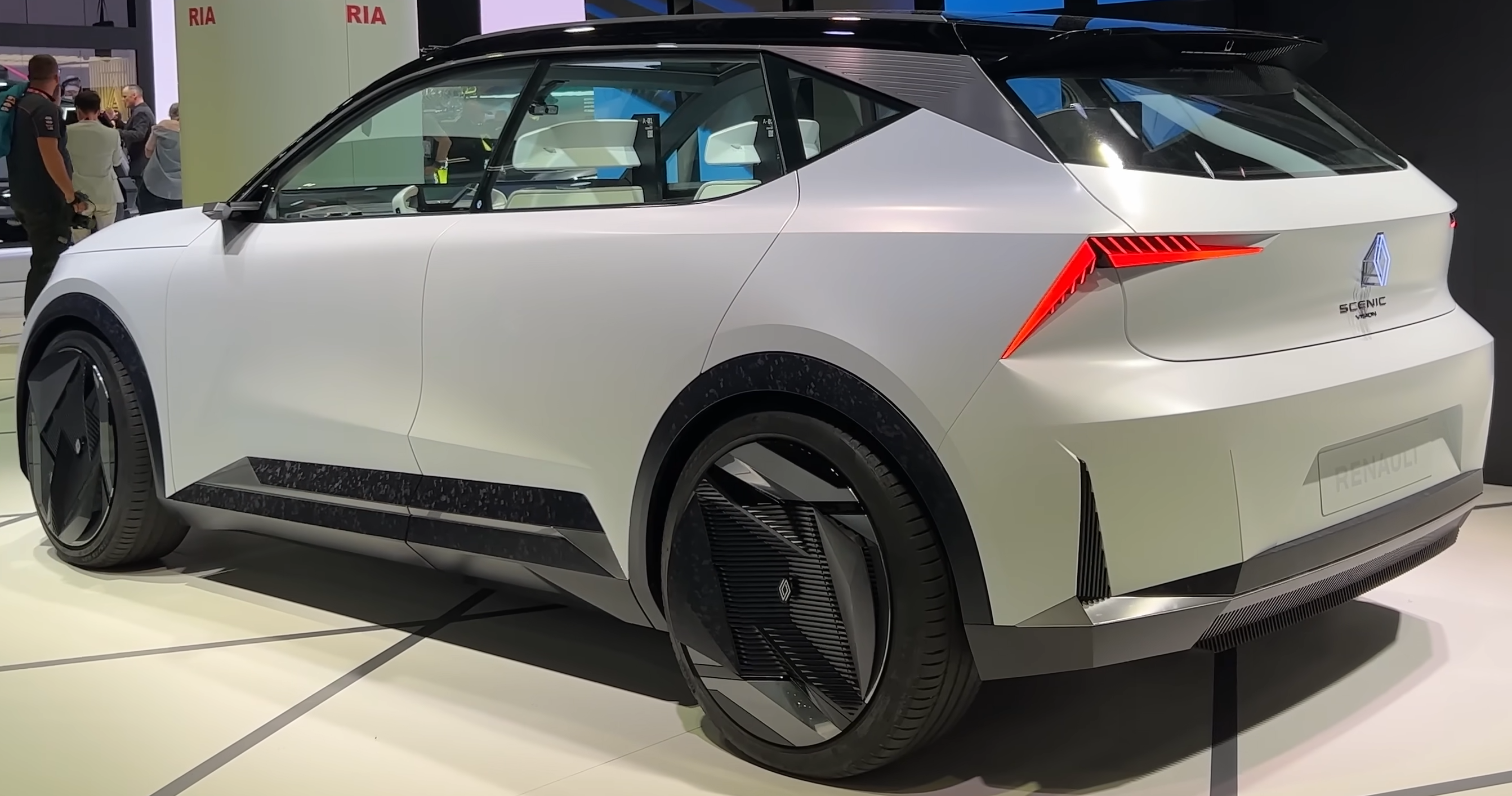
르노 세닉 비전 후면부

2022년 5월 19일에 검은색 모델이 최초 공개되었으며, 동년에 개최된 파리 모터쇼에서 흰색 모델이 등장했다. 이전에 공개된 닛산 아리야처럼 CMF-EV가 적용되었으며, 210마력의 모터와 40kWh 리튬 이온 배터리가 탑재되었다. 차량 대부분에 재활용품의 소재를 적용했으며, 차량 바닥에 플라스틱 우유병과 파이프를 사용하였고 시트는 폴리에스터로 만들어졌다.

### 시판 모델

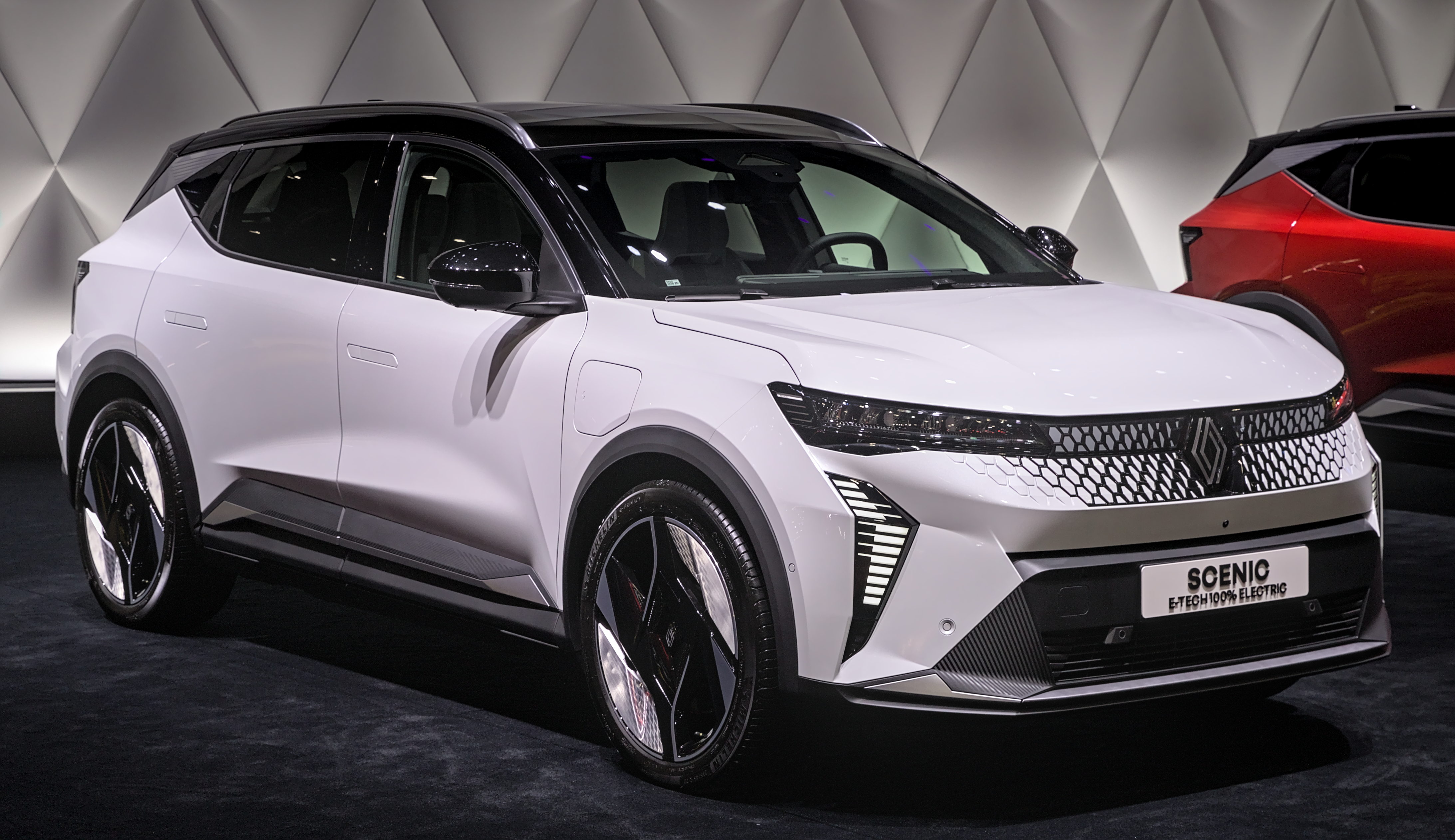
르노 세닉 E-테크 전면부

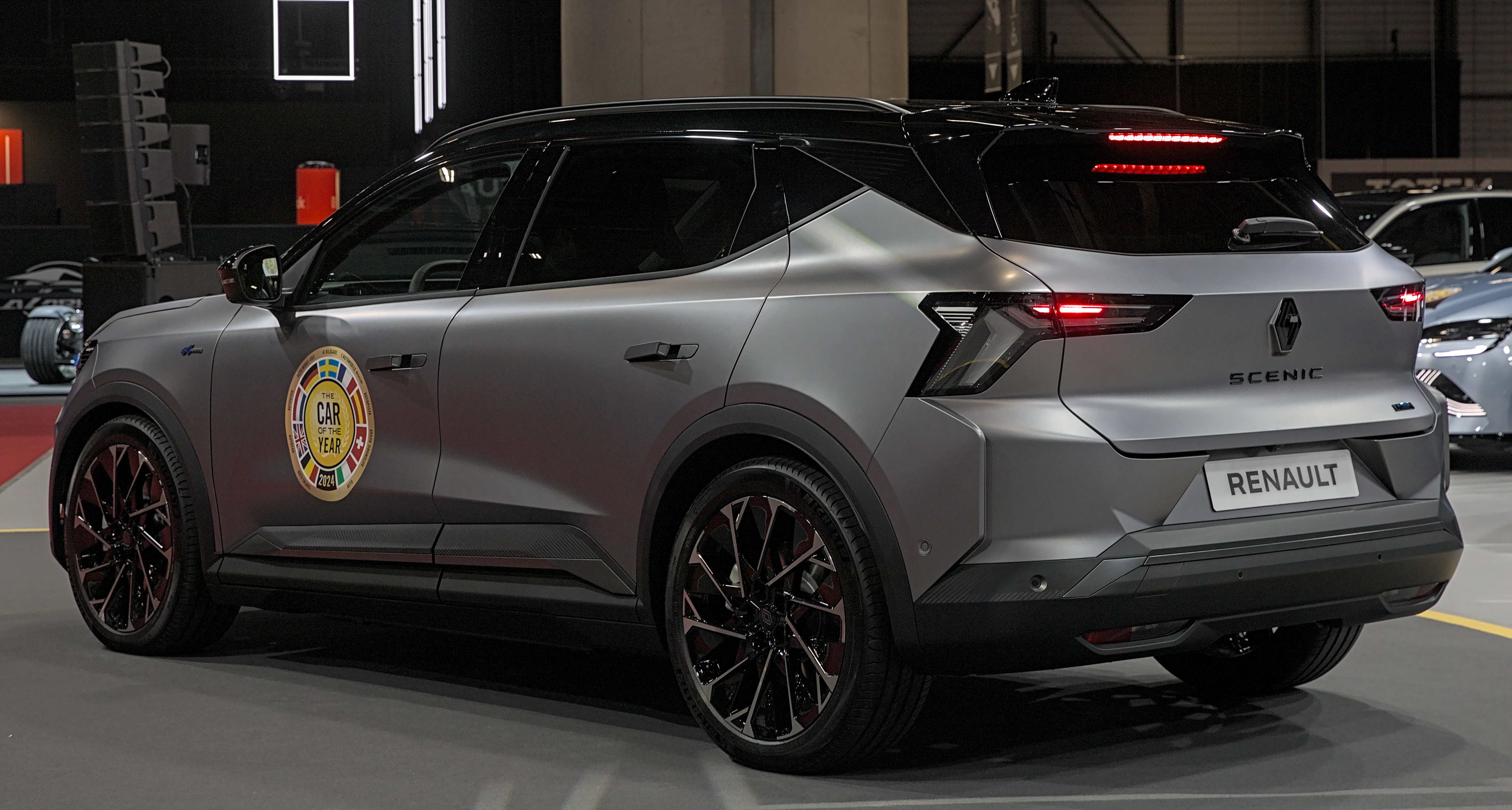
르노 세닉 비전 후면부

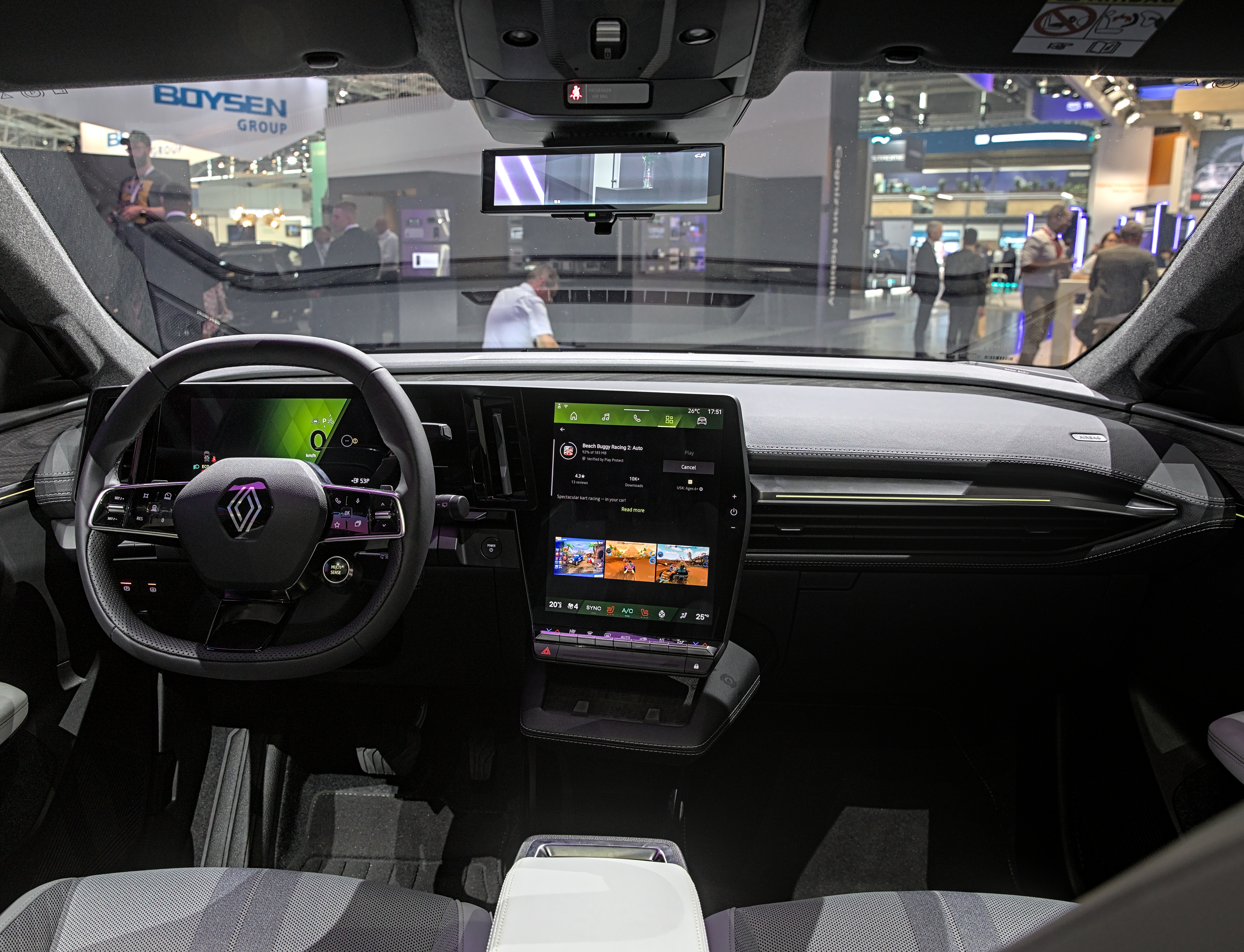
르노 세닉 비전 대시보드

2023년 9월 발표되었으며, LG의 니켈-망간-코발트 배터리가 적용되며 두 버전으로 나뉜다. 일반 버전은 60 kWh 배터리에 168마력의 모터가 탑재되고, 420km를 주행할 수 있다. 하이 레인지 버전은 87 kWh 배터리에 215마력의 모터가 탑재되며 620km를 주행할 수 있다.
컨셉트카처럼 카펫과 천장에 97%, 99.5%의 재활용 플라스틱 병, 후드와 출입문은 40%의 재활용 알루미늄을 사용하는 등 재활용품 소재를 적극적으로 사용하였다. 또한 차내의 일부 부위에는 가죽 소재를 전혀 사용하지 않았다.
대한민국 시장에서는 르노코리아자동차를 통해 2025년에 출시 예정인 것으로 알려져 있으며, 국내 생산이 아닌 전량 프랑스 두에 공장에서 수입해 판매한다. 일본 미쓰비시자동차공업에서는 2023년 12월에 세닉 E-테크를 기반으로 한 전기 SUV를 출시하겠다고 밝혔으며, 독자적인 디자인을 적용하고 세닉처럼 프랑스 공장에서 생산될 예정이라고 하였다.